# Reepham (Norfolk)
Reepham – miasto w Anglii, w hrabstwie Norfolk, w dystrykcie Broadland. Leży 20 km na północny zachód od Norwich i 163 km na północny wschód od Londynu. W 2001 miasto liczyło 2455 mieszkańców.